# Лостант (Илиноис)
Лостант (енгл. Lostant) град је у америчкој савезној држави Илиноис.

## Демографија
По попису из 2010. године број становника је 498, што је 12 (2,5%) становника више него 2000. године.
| Група             | 2000.       | 2010.       |
| Белци             | 477 (98,1%) | 481 (96,6%) |
| Афроамериканци    | 0 (0,0%)    | 0 (0,0%)    |
| Азијати           | 1 (0,2%)    | 7 (1,4%)    |
| Хиспаноамериканци | 3 (0,6%)    | 8 (1,6%)    |
| Укупно            | 486         | 498         |